# Procanace flaviantennalis
Procanace flaviantennalis är en tvåvingeart som beskrevs av Ichiro Miyagi 1965. Procanace flaviantennalis ingår i släktet Procanace och familjen Canacidae. Inga underarter finns listade i Catalogue of Life.